# Terezie Benedikta od Kříže

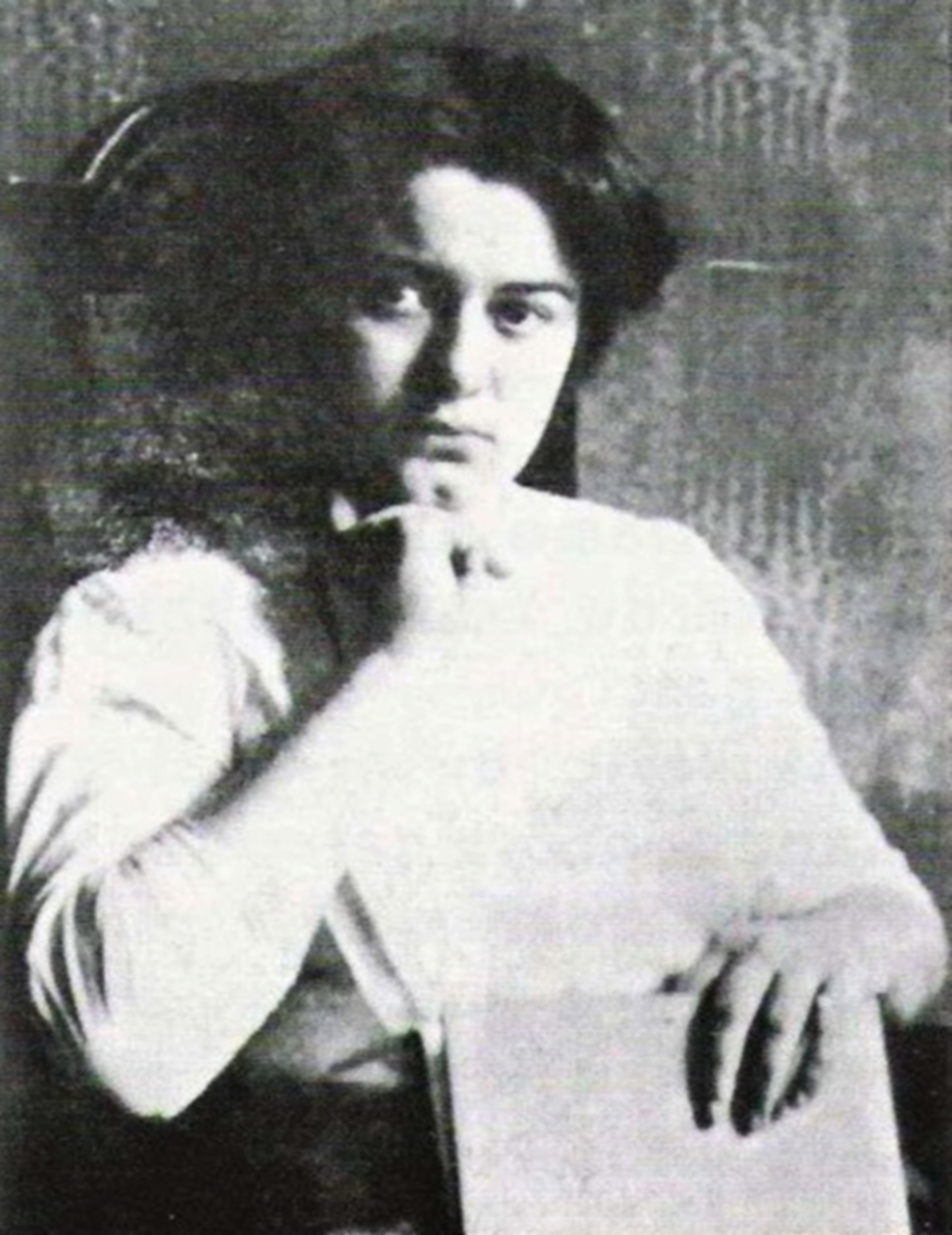
Edith Stein ve studentských letech

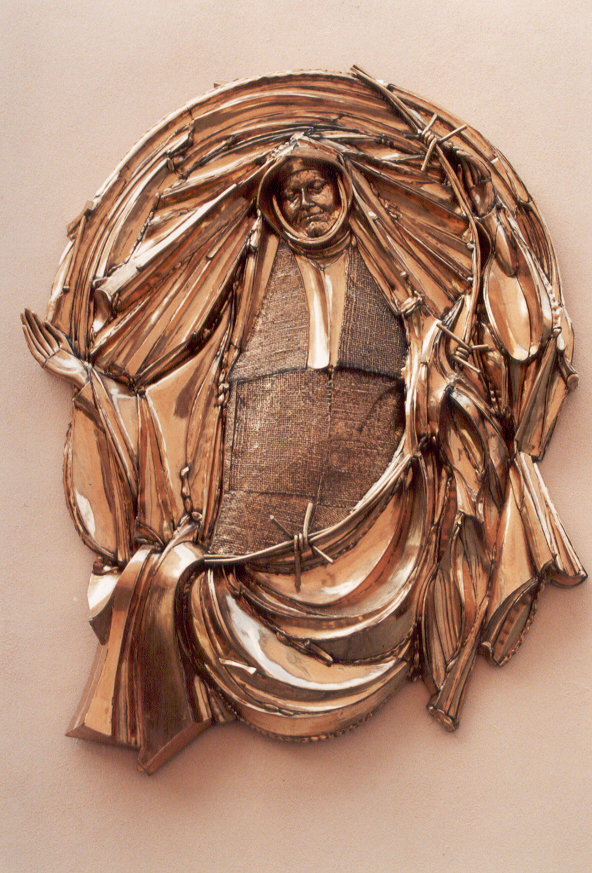
Reliéf Edith Stein

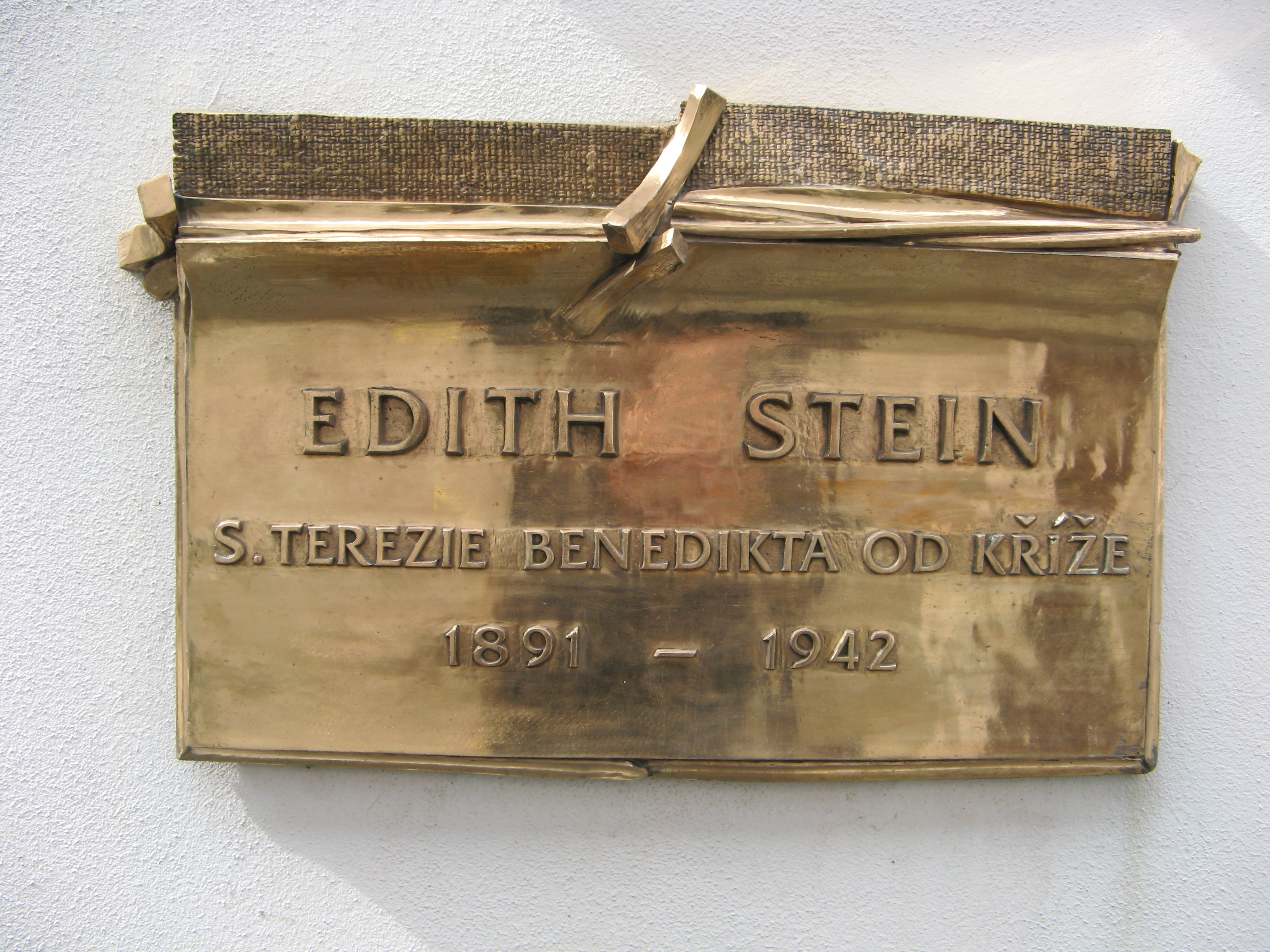
Reliéf a pamětní deska Edith Stein od sochaře Daniela Ignáce Trubače na Praze 5, v Jinonické ul. 22., na domě čp.760.

Svatá Terezie Benedikta od Kříže, rodným jménem Edith Stein, přechýleně Steinová, (12. října 1891, Vratislav – 9. srpna (pravděpodobně) 1942, KT Auschwitz-Birkenau) byla katolická filosofka a řeholnice, členka řádu bosých karmelitek.
Byla židovského původu, k hluboké víře a řeholnímu životu se propracovala od ortodoxního judaismu přes ateismus. Byla jedním z vrcholných představitelů katolické filosofie první poloviny 20. století, vysoce uznávanou v oblasti fenomenologie a tomismu.
Zahynula v plynové komoře KT Auschwitz-Birkenau společně se stovkami dalších pokřtěných Židů z Nizozemska, jejichž přednostní vyhlazení bylo pomstou za společné veřejné prohlášení nizozemských katolických biskupů a vůdců protestantských církví, kteří v něm odmítli pronásledování Židů a vyzvali věřící k tomu, aby jim pomáhali.
Blahoslavenou byla prohlášena 1. května 1987, kanonizována 11. října 1998. 1. října 1999 byla prohlášena spolupatronkou Evropy. V katolickém kalendáři připadá její svátek na 9. srpen.

## Život
Edith Steinová se narodila ve Vratislavi (tehdy německá část Slezska) v rodině ortodoxních židů. V roce 1904 odmítla židovskou víru a stala se ateistkou. Po maturitě vystudovala germanistiku a historii na univerzitě ve Vratislavi. Později se přihlásila na univerzitu v německém Göttingenu, kde spolupracovala se zakladatelem fenomenologie profesorem Edmundem Husserlem, kterého následovala na univerzitu ve Freiburgu jako jeho asistentka. Pod vlivem jeho a jeho žáků se formoval její filosofický diskurs a zájem o křesťanství. V roce 1916 obhájila doktorát filosofie s prací Zum Problem der Einfühlung.
V roce 1921 konvertovala ke katolicismu (velký vliv na ni měla četba vlastního Života svaté Terezie od Ježíše). Pokřtěna byla 1. ledna 1922, poté se vzdala asistentského místa u Husserla a odešla učit na dívčí školu ve Špýru, kterou vedly dominikánky (1922–1932). Ve volném čase studovala katolickou filosofii a překládala do němčiny spisy sv. Tomáše Akvinského. V roce 1932 nastoupila na Institut pedagogiky, ale již o rok později musela pod tlakem nacistické vlády a jejích protižidovských zákonů místo opustit. Tehdy posílá dopis papeži Piu XI., v němž předpovídá osud Židů v Německu a prosí jej, aby se jich zastal.
V roce 1934 vstoupila k bosým karmelitkám a přijala řeholní jméno Terezie Benedikta od Kříže. Zde napsala metafyzickou knihu Endliches und ewiges Sein (Časné a věčné bytí), v níž se pokusila o syntézu tomistické filosofie a fenomenologie. V roce 1938 složila slavné řeholní sliby.
Vzhledem k rostoucímu tlaku proti Židům v Německu zemi opustila (1939) a usadila se v karmelitánském klášteře v nizozemském Echtu. Zde napsala studii Kreuzeswissenschaft. Studie über Johannes vom Kreuz (Věda kříže: Studie o sv. Janu od Kříže).
Ve dnech 10.–15. května 1940 bylo Nizozemsko dobyto a obsazeno Německem a Židům nastaly krušné časy. Křesťanským církvím v čele s katolíky se ještě podařilo dojednat výjimky z některých perzekucí a transportů pro pokřtěné Židy, když protesty proti jednání se Židy jako celek selhaly, a pokoušely se dojednat jejich vycestování mimo Němci ovládaný prostor. Veškerá jednání ale zkrachovala, když nizozemští biskupové vystoupili s veřejně čteným prohlášením, ve kterém ostře odsoudili rasistické základy nacismu a vyzvali věřící, aby podpořili Židy. Nacisté (mj. Arthur Seyss-Inquart, původně vůdce rakouských nacistů, v letech 1940-1945 šéf nacistické okupační správy v Nizozemsku) zareagovali tak, že přerušili jednání o vycestování, pozatýkali všechny pokřtěné Židy a odeslali je do vyhlazovacích táborů. Byly mezi nimi i Edith Steinová a její sestra Rosa. Edith během přesunu a krátkého pobytu v koncentračním táboře zorganizovala péči o děti, které byly odloučeny od svých matek, nebo se o ně zničené matky nedokázaly postarat. Zemřela v plynové komoře pravděpodobně 9. srpna 1942.

## Otázka svatořečení

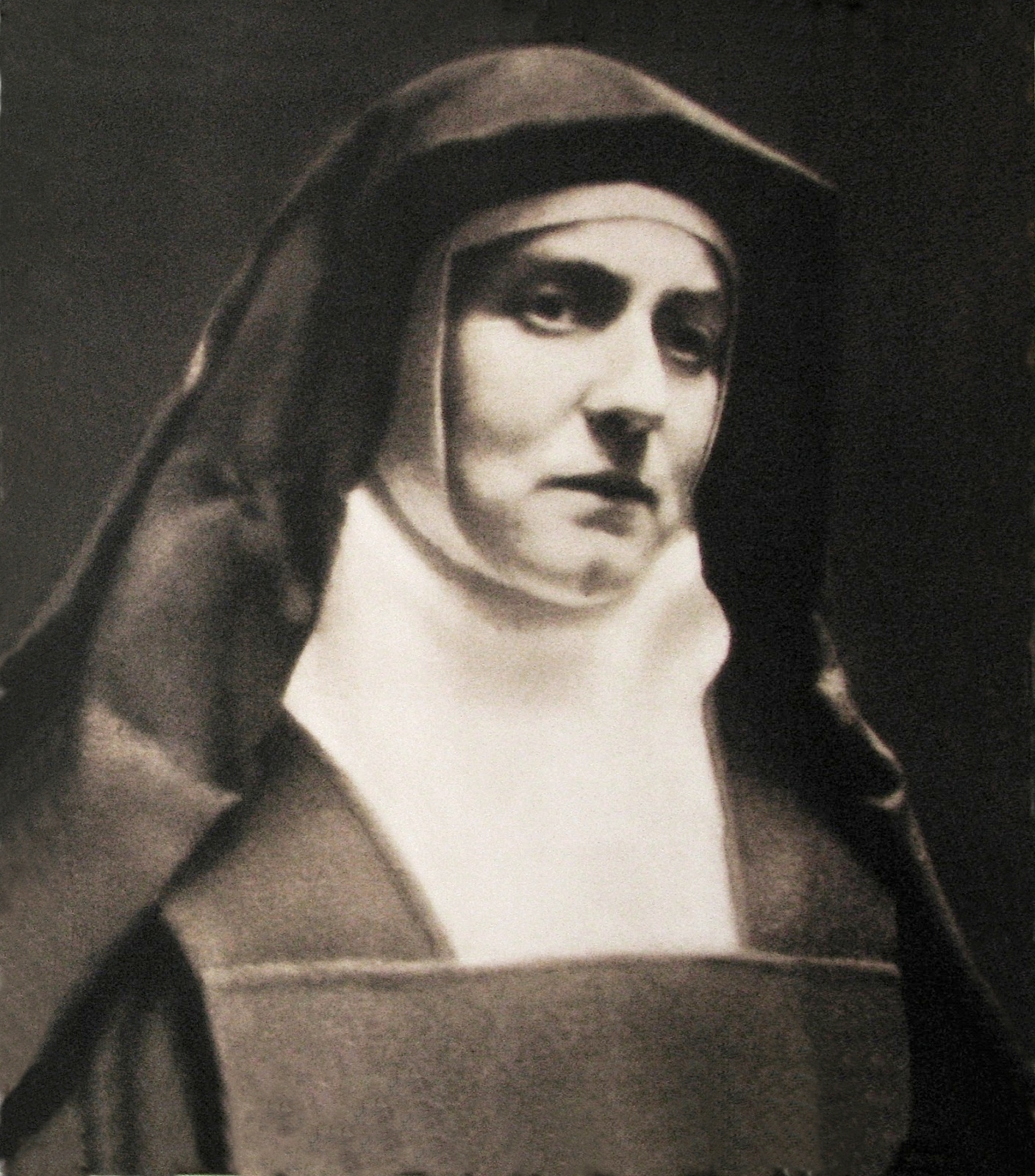
Edith Stein

Některé židovské organizace vznesly námitku proti svatořečení[zdroj?] a zejména označování Edith Steinové za mučednici, neboť podle nich zemřela pro svůj židovský původ.[zdroj?] Katolická církev jejich námitku odmítla, neboť podle ní zemřela kvůli tomu, že její církev vystoupila proti pronásledování Židů.[zdroj?] Každopádně se zdá jasné, že kdyby zůstala židovskou filozofkou dr. Edith Steinovou, mohla by včas opustit Evropu, jak to učinilo mnoho jiných židovských akademiků, a hledat útočiště ve Spojených státech. Ale právě proto, že byla karmelitánskou řeholnicí Terezií Benediktou od Kříže, byla vázána poslušností a zůstala v Evropě. Její spisy svědčí o křesťanské oběti, kterou přinesla pro lidi všech vyznání.

## Dílo
- Zum Problem der Einfühlung (disertační práce), Halle 1917
- Potenz und Akt. Habilitationsschrift, 1931
- Endliches und ewiges Sein, 1937, 1950
- Kreuzeswissenschaft. Studie über Johannes vom Kreuz, 1950, 2003, česky 2000